# Српски фудбалски клубови у европским такмичењима 2018/19.
Српски фудбалски клубови у европским такмичењима 2018/19. имају четири представника:
- Црвена звезда у квалификацијама за Лигу шампиона од првог кола као првак Суперлиге Србије;
- Партизан у квалификацијама за Лигу Европе од првог кола као вицепрвак Суперлиге Србије и победник Купа Србије;
- Раднички Ниш у квалификацијама за Лигу Европе од првог кола као трећепласирани тим Суперлиге Србије;
- Спартак Ждрепчева крв у квалификацијама за Лигу Европе од првог кола као четвртопласирани тим Суперлиге Србије.

## Црвена звезда у УЕФА Лиги шампиона

### Прво коло квалификација
| Спартакс Јурмала | 0 : 0 Извештај | Црвена звезда |
| ---------------- | -------------- | ------------- |
|                  |                |               |

| Црвена звезда          | 2 : 0 Извештај | Спартакс Јурмала |
| ---------------------- | -------------- | ---------------- |
| Бен 78’ · Крстичић 81’ |                |                  |

Црвена звезда се укупним резултатом 2:0 пласирала у друго коло квалификација за Лигу шампиона.

### Друго коло квалификација
| Црвена звезда                   | 3 : 0 Извештај | Судува Маријамполе |
| ------------------------------- | -------------- | ------------------ |
| Ебисилио 23’ · Радоњић 35’, 58’ |                |                    |

| Судува Маријамполе | 0 : 2 Извештај | Црвена звезда        |
| ------------------ | -------------- | -------------------- |
|                    |                | Бен 8’ · Радоњић 38’ |

Црвена звезда се укупним резултатом 5:0 пласирала у треће коло квалификација за Лигу шампиона.

### Треће коло квалификација
| Црвена звезда  | 1 : 1 Извештај | Спартак Трнава |
| -------------- | -------------- | -------------- |
| Бен 23’ (пен.) |                | Грендел 25’    |

| Спартак Трнава | 1 : 2 Извештај | Црвена звезда        |
| -------------- | -------------- | -------------------- |
| Бакош 6’       |                | Бен 7’ · Радоњић 98’ |

Црвена звезда се укупним резултатом 3:2 пласирала у плеј-оф Лиге шампиона.

### Плеј-оф
| Црвена звезда | 0 : 0 Извештај | Ред бул Салцбург |
| ------------- | -------------- | ---------------- |
|               |                |                  |

| Ред бул Салцбург      | 2 : 2 Извештај | Црвена звезда |
| --------------------- | -------------- | ------------- |
| Дабур 45’, 48’ (пен.) |                | Бен 65’, 66’  |

Црвена звезда се након укупног резултата 2:2 на основу правила о броју постигнутих голова на гостујућем терену пласирала у групну фазу Лиге шампиона.

### Група Ц
Црвена звезда је на жребу 30. августа 2018. из четвртог шешира сврстана у групу Ц.
| Табела             | ИГ | Д | Н | И | ГД | ГП | ГР  | Бод. |
| ------------------ | -- | - | - | - | -- | -- | --- | ---- |
| 2. Пари Сен Жермен | 6  | 3 | 2 | 1 | 17 | 9  | +8  | 11   |
| 3. Ливерпул        | 6  | 3 | 0 | 3 | 9  | 7  | +2  | 9    |
| 1. Наполи          | 6  | 2 | 3 | 1 | 7  | 5  | +2  | 9    |
| 4. Црвена звезда   | 6  | 1 | 1 | 4 | 5  | 17 | -12 | 4    |

| Легенда:                                             |
| ---------------------------------------------------- |
| Пласман у осмину финала Лиге шампиона.               |
| Наставља такмичење у шеснаестини финала Лиге Европе. |

| Црвена звезда | 0 : 0 Извештај | Наполи |
| ------------- | -------------- | ------ |
|               |                |        |

| Пари Сен Жермен                                               | 6 : 1 Извештај | Црвена звезда |
| ------------------------------------------------------------- | -------------- | ------------- |
| Нејмар 20’, 22’, 81’ · Кавани 37’ · Ди Марија 42’ · Мбапе 70’ |                | Марин 74’     |

| Ливерпул                                       | 4 : 0 Извештај | Црвена звезда |
| ---------------------------------------------- | -------------- | ------------- |
| Фирмино 20’ · Салах 45’, 51’ (пен.) · Мане 80’ |                |               |

| Црвена звезда   | 2 : 0 Извештај | Ливерпул |
| --------------- | -------------- | -------- |
| Павков 22’, 29’ |                |          |

| Наполи                        | 3 : 1 Извештај | Црвена звезда |
| ----------------------------- | -------------- | ------------- |
| Хамшик 11’ · Мертенс 33’, 52’ |                | Бен 57’       |

| Црвена звезда | 1 : 4 Извештај | Пари Сен Жермен                                      |
| ------------- | -------------- | ---------------------------------------------------- |
| Гобељић 56’   |                | Кавани 10’ · Нејмар 40’ · Маркињос 74’ · Мбапе 90+2’ |

## Партизан у УЕФА Лиги Европе

### Прво коло квалификација
| Рудар Пљевља | 0 : 3 Извештај | Партизан                                   |
| ------------ | -------------- | ------------------------------------------ |
|              |                | Јевтовић 44’ (пен.) · Сума 50’ · Гомеш 57’ |

| Партизан                              | 3 : 0 Извештај | Рудар Пљевља |
| ------------------------------------- | -------------- | ------------ |
| Пантић 11’ · Ожеговић 44’ · Гомеш 83’ |                |              |

Партизан се укупним резултатом 6:0 пласирао у друго коло квалификација за Лигу Европе.

### Друго коло квалификација
| Партизан               | 1 : 0 Извештај | Тракај |
| ---------------------- | -------------- | ------ |
| Јанушевскиј 57’ (а.г.) |                |        |

| Тракај    | 1 : 1 Извештај | Партизан      |
| --------- | -------------- | ------------- |
| Осипов 9’ |                | Милетић 45+3’ |

Партизан се укупним резултатом 2:1 пласирао у треће коло квалификација за Лигу Европе.

### Треће коло квалификација
| Нордсјиланд  | 1 : 2 Извештај | Партизан                |
| ------------ | -------------- | ----------------------- |
| Расмусен 71’ |                | Гомеш 10’ · Закарић 64’ |

| Партизан                                  | 3 : 2 Извештај | Нордсјиланд         |
| ----------------------------------------- | -------------- | ------------------- |
| Милетић 11’ · Јанковић 30’ · Марковић 35’ |                | Олсен 9’ · Амон 77’ |

Партизан се укупним резултатом 5:3 пласирао у плеј-оф Лиге Европе.

### Плеј-оф
| Партизан  | 1 : 1 Извештај | Бешикташ   |
| --------- | -------------- | ---------- |
| Гомеш 14’ |                | Арслан 15’ |

| Бешикташ                      | 3 : 0 Извештај | Партизан |
| ----------------------------- | -------------- | -------- |
| Пепе 37’, 70’ · Озјакуп 45+1’ |                |          |

 Бешикташ се укупним резултатом 4:1 пласирао у групну фазу Лиге Европе.

## Раднички Ниш у УЕФА Лиги Европе

### Прво коло квалификација
| Раднички Ниш                             | 4 : 0 Извештај | Гзира јунајтед |
| ---------------------------------------- | -------------- | -------------- |
| Панков 14’ · Хаскић 53’, 85’ · Мркић 55’ |                |                |

| Гзира јунајтед | 0 : 1 Извештај | Раднички Ниш |
| -------------- | -------------- | ------------ |
|                |                | Панков 8’    |

Раднички Ниш се укупним резултатом 5:0 пласирао у друго коло квалификација за Лигу Европе.

### Друго коло квалификација
| Макаби Тел Авив            | 2 : 0 Извештај | Раднички Ниш |
| -------------------------- | -------------- | ------------ |
| Кјартансон 51’, 69’ (пен.) |                |              |

| Раднички Ниш                  | 2 : 2 Извештај | Макаби Тел Авив             |
| ----------------------------- | -------------- | --------------------------- |
| Станисављевић 44’, 58’ (пен.) |                | Панков 33’ (а.г.), Атар 38’ |

Макаби Тел Авив се укупним резултатом 4:2 пласирао у треће коло квалификација за Лигу Европе.

## Спартак Ждрепчева крв у УЕФА Лиги Европе

### Прво коло квалификација
| Спартак Ждрепчева крв | 1 : 1 Извештај | Колрејн    |
| --------------------- | -------------- | ---------- |
| Савковић 90+4’ (пен.) |                | Маколи 23’ |

| Колрејн | 0 : 2 Извештај | Спартак Ждрепчева крв        |
| ------- | -------------- | ---------------------------- |
|         |                | Савковић 33’ · Чечарић 90+2’ |

Спартак Ждрепчева крв се укупним резултатом 3:1 пласирао у друго коло квалификација за Лигу Европе.

### Друго коло квалификација
| Спартак Ждрепчева крв    | 2 : 0 Извештај | Спарта Праг |
| ------------------------ | -------------- | ----------- |
| Ћаласан 8’ · Ђуричин 57’ |                |             |

| Спарта Праг            | 2 : 1 Извештај | Спартак Ждрепчева крв |
| ---------------------- | -------------- | --------------------- |
| Шурал 28’, Плавшић 66’ |                | Чечарић 75’ (пен.)    |

Спартак Ждрепчева крв се укупним резултатом 3:2 пласирао у треће коло квалификација за Лигу Европе.

### Треће коло квалификација
| Спартак Ждрепчева крв | 0 : 2 Извештај | Брондби                |
| --------------------- | -------------- | ---------------------- |
|                       |                | Кајзер 29’, Мухтар 47’ |

| Брондби                   | 2 : 1 Извештај | Спартак Ждрепчева крв |
| ------------------------- | -------------- | --------------------- |
| Кајзер 69’ · Вилчек 90+3’ |                | Главчић 80’           |

Брондби се укупним резултатом 4:1 пласирао плеј-оф Лиге Европе.

## Биланс успешности
|   | Екипа                 | Такмичење     | Ута. | Поб. | Нер. | Пор. | ГД | ГП | Домет                    |
| - | --------------------- | ------------- | ---- | ---- | ---- | ---- | -- | -- | ------------------------ |
| 1 | Црвена звезда         | Лига шампиона | 14   | 5    | 5    | 4    | 17 | 21 | групна фаза              |
| 2 | Партизан              | Лига Европе   | 8    | 5    | 2    | 1    | 14 | 8  | плеј-оф                  |
| 3 | Раднички Ниш          | Лига Европе   | 4    | 2    | 1    | 1    | 7  | 4  | друго коло квалификација |
| 4 | Спартак Ждрепчева крв | Лига Европе   | 6    | 2    | 1    | 3    | 7  | 7  | треће коло квалификација |